# Will Durant
William James Durant (5 de noviembre de 1885 - 7 de noviembre de 1981) fue un filósofo, escritor e historiador estadounidense de los siglos XIX y XX. Conocido ante todo por su obra The Story of Civilization (Historia de la Civilización) narrada conjuntamente con su esposa Ariel.

## Vida y Obra

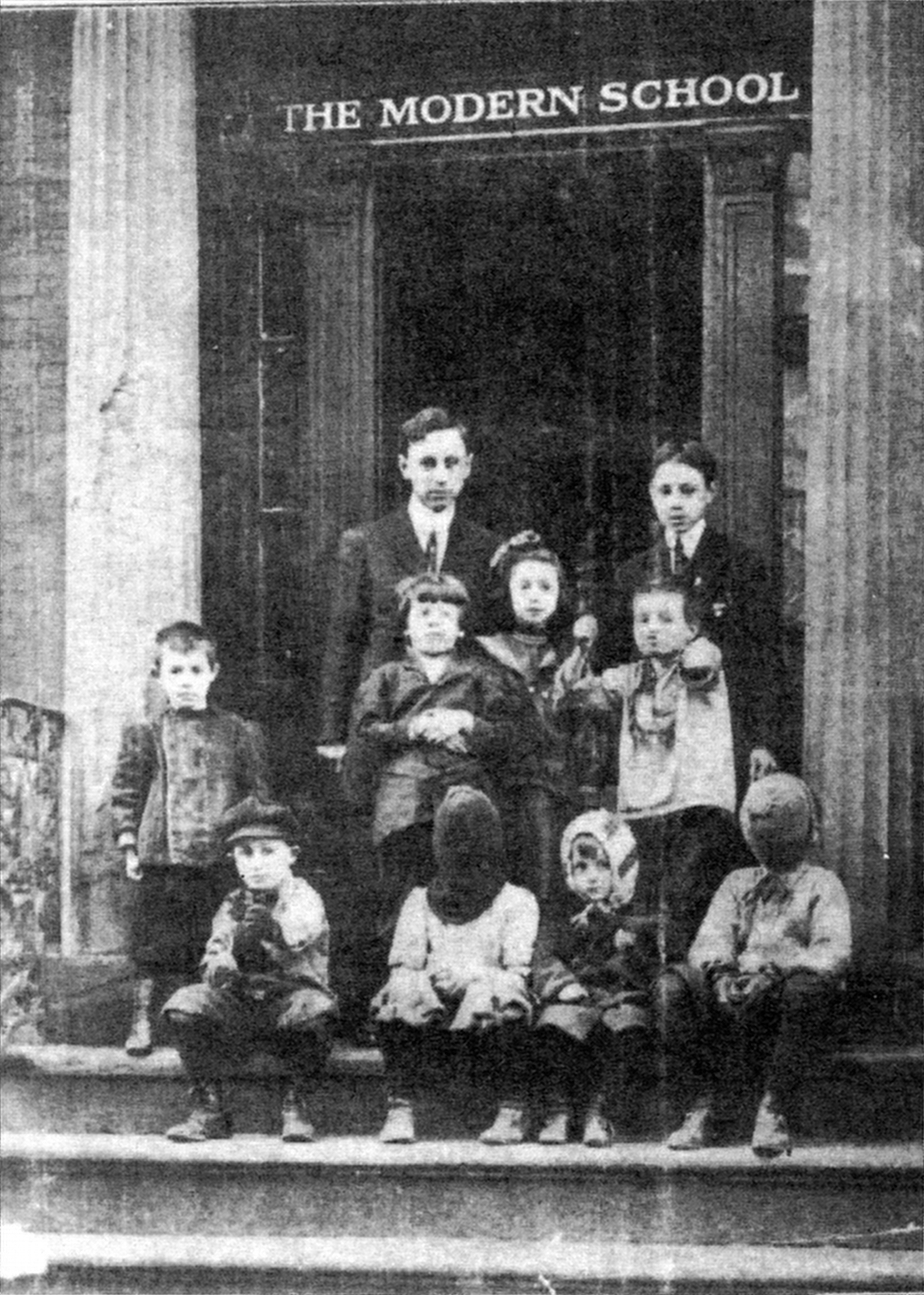
Will Durant junto a sus alumnos de la Modern School de la Ciudad de Nueva York (circa 1911-12)

Nació en North Adams, Massachusetts. Sus padres, Joseph Durant y Mary Allard, emigrantes franco-canadienses, formaron parte de la emigración de Quebec a los Estados Unidos.En 1900 comenzó su educación con los jesuitas en la Saint Peter's Academy. Más adelante, continuó en el Saint Peter College en Jersey City, Nueva Jersey. En 1905 adoptó la ideología socialista que abandonó más tarde. Graduado en 1907, trabajó como periodista para el New York Evening Journal de Arthur Brisbane con una paga de 10 dólares a la semana. En el citado rotativo escribió algunos artículos sobre criminales sexuales.
En 1907 comenzó a enseñar Inglés, francés, Latín y Geometría en la Sexton Hall University en South Orange, Nueva Jersey, donde también desempeñó el puesto de bibliotecario en la universidad.
En 1911, tenía 26 años y se convirtió en el primer maestro de la escuela libertaria Ferrer Modern School, donde conoció a Ida Kaufmann de 13 años de edad, su futura esposa, que él llamaba 'Ariel'. Patrocinado por Alden Freemen, un donante a la escuela, Durant viajó por Europa.
Dejó su puesto en 1913 y empezó a dar conferencias sobre la historia del mundo en una iglesia mientras asistía a la Columbia University para trabajar en su doctorado de filosofía, de nuevo patrocinado por Freemen. También enseñaba en Columbia. Sus conferenciass fueron la primera base para The Story of Civilization.
En 1917, escribió su primer libro, The Story of Philosophy, que empezó como una serie de libritos distribuido a trabajadores. También recibió su doctorado en el mismo año. 
The Story of Philosophy, que planteó el problema de que la filosofía contemporánea ha pasado de moda porque no pertenece a los problemas del pueblo, fue muy popular y, en 1926 fue reeditado por Simon & Schuster. La venta de esta obra permitió a Ariel y Will viajar por el mundo y posteriormente abandonar la enseñanza para dedicarse a escribir los once tomos de The Story of Civilization.
Luchó por el establecimiento de salarios dignos, el sufragio femenino y por la mejora de las condiciones laborales de los trabajadores americanos. Durant no solo escribió sobre múltiples temas, sino que puso sus ideas en práctica. Era común decir de Durant que intentó llevar la filosofía al hombre corriente. Fue el autor de Historia de la filosofía, Las mansiones de la filosofía y, con ayuda de su mujer Ariel, escribió Historia de la civilización. También escribió artículos periodísticos en revistas de la época. De inteligencia muy clara por sobre la media y en colaboración permanente con Ariel publicó muchas obras humanistas.
Intentó mejorar la comprensión de los puntos de vista de los seres humanos con explicaciones claras y sencillas e intentó hacer que los demás perdonaran la debilidad y la cabezonería humana. Reprendió la cómoda insularidad de lo que ahora se conoce como Eurocentrismo señalando en Nuestra herencia oriental que Europa no era más que el "promontorio juerguista de Asia". Se quejó de que el "provincialismo de nuestras tradiciones que comenzó con Grecia, resumió Asia en una línea" indicando más adelante que estos hechos mostraban un "error posiblemente fatal de perspectiva e inteligencia."
En los años 1940, Durant escribió The Declaration of Interdependence, un tratado sobre relaciones entre las razas en EE. UU.. The Declaration fue introducido al Congressional Record el 1 de octubre de 1945.
The Story of Civilization  fue una de sus grandes obras y fue publicado, libro por libro, hasta 1975.
Murió en 1981, dos semanas más tarde que Ariel, y fue enterrado en el Cementerio Westwood Village Memorial Park de la ciudad de Los Ángeles, California.

## Libros Elegidos
Lo que sigue es una lista breve de las obras de Durant. Una lista completa se puede encontrar en Will Durant Online:
- Durant, Will (1926). The Story of Philosophy. New York: Simon and Schuster.
- Durant, Will (1927). Transition. New York: Simon and Schuster.
- Durant, Will (1930) The Case for India. New York: Simon and Schuster.
- Durant, Will (1931) Adventures in Genius. New York: Simon and Schuster.
- Durant, Will (1953) The Pleasures of Philosophy. New York: Simon and Schuster.
- Durant, Will & Durant, Ariel (1968). The Lessons of History. New York: Simon and Schuster.
- Durant, Will & Durant, Ariel (1970). Interpretations of Life. New York: Simon and Schuster.
- Durant, Will & Durant, Ariel (1977). A Dual Autobiography. New York: Simon and Schuster.

### The Story of Civilization
- Durant, Will (1935). Our Oriental Heritage. New York: Simon and Schuster.
- Durant, Will (1939). The Life of Greece. New York: Simon and Schuster.
- Durant, Will (1944). Caesar and Christ. New York: Simon and Schuster.
- Durant, Will (1950). The Age of Faith. New York: Simon and Schuster.
- Durant, Will (1953). The Renaissance. New York: Simon and Schuster.
- Durant, Will (1957). The Reformation. New York: Simon and Schuster.
- Durant, Will, & Durant, Ariel (1961). The Age of Reason Begins. New York: Simon and Schuster.
- Durant, Will, & Durant, Ariel (1963). The Age of Louis XIV. New York: Simon and Schuster.
- Durant, Will, & Durant, Ariel (1965). The Age of Voltaire. New York: Simon and Schuster.
- Durant, Will, & Durant, Ariel (1967). Rousseau and Revolution. New York: Simon and Schuster.
- Durant, Will, & Durant, Ariel (1975). The Age of Napoleon. New York: Simon and Schuster.
- Durant, Will (1967). Filosofía, cultura y vida (traducción en español). Argentina editorial Sudamericana